# Lasthenia
Lasthenia es un género de plantas con flores de la familia  Asteraceae.   Hay un total de 19 especies de ellas 18 endémicas de Norteamérica, especialmente California y una de Chile.
El género comprende plantas herbáceas anuales, raramente perennes, que puede ser glabras o con tricomas. Sus tallos son típicamente erectos alcanzando una altura de 60 cm. Las hojas son opuestas con una longitud de 20 cm, siendo enteras o pinnadas. Las inflorescencias se caracterizan por cabezas solitarias (algunas veces en cimas), con las brácteas libres o fusionadas. El receptáculo puede ser desnudo y estrechamente cónico o hemisférico. Los rayos florales pueden ser de 4 a 21, y las lígulas son también amarillas, los discos son numerosos y la corola de 5 lóbulos son amarillos.

## Taxonomía
El género fue descrito por Alexandre Henri Gabriel de Cassini y publicado en Journal of Botany, British and Foreign 66: 141. 1928.
Etimología
Lasthenia: nombre genérico que deriva del griego antiguo donde Lasthenia era una pupila de Platón que vestía de hombre.

## Especies
- Lasthenia burkei (Greene) Greene
- Lasthenia californica DC. ex Lindl., California, Oregón, y Baja California
- Lasthenia carnosa (Greene) Greene
- Lasthenia chrysantha (Greene ex A.Gray) Greene, California
- Lasthenia conjugens Greene
- Lasthenia coronaria (Nutt.) Ornduff, California y norte de México
- Lasthenia debilis (Greene ex A.Gray) Ornduff, California
- Lasthenia ferrisiae Ornduff, California
- Lasthenia fremontii (Torr. ex A.Gray) Greene, California
- Lasthenia glaberrima DC., California, Oregón, Washington, y British Columbia
- Lasthenia glabrata Lindl., California
- Lasthenia gracilis (DC.) Greene, California, Arizona, y norte de México
- Lasthenia kunthii (Less.) Hook. & Arn., Chile
- Lasthenia maritima (A.Gray) M.C.Vasey, California a British Columbia
- Lasthenia microglossa (DC.) Greene, California
- Lasthenia minor (DC.) Ornduff, California
- Lasthenia ornduffii R.Chan, Oregón
- Lasthenia platycarpha (A.Gray) Greene, California
- Lasthenia tenella (Nutt.) Greene